# Saldinia stenophylla
Saldinia stenophylla är en måreväxtart som beskrevs av Cornelis Eliza Bertus Bremekamp. Saldinia stenophylla ingår i släktet Saldinia och familjen måreväxter. Inga underarter finns listade i Catalogue of Life.